# Stati Uniti d'America ai Giochi della XV Olimpiade
Gli Stati Uniti d'America hanno partecipato ai Giochi della XV Olimpiade, svoltisi ad Helsinki, dal 19 luglio al 3 agosto 1952,  
con una delegazione di 286 atleti, di cui 41 donne, impegnati in 18 discipline,
aggiudicandosi 40 medaglie d'oro, 19 medaglie d'argento e 17 medaglie di bronzo.

## Medagliere

### Per discipline
| Sport             | Oro | Argento | Bronzo | Totale |
| ----------------- | --- | ------- | ------ | ------ |
| Atletica leggera  | 15  | 10      | 6      | 31     |
| Pugilato          | 5   | 0       | 0      | 5      |
| Nuoto             | 4   | 2       | 3      | 9      |
| Tuffi             | 4   | 2       | 3      | 9      |
| Sollevamento pesi | 4   | 2       | 0      | 6      |
| Vela              | 2   | 1       | 0      | 3      |
| Canottaggio       | 2   | 0       | 1      | 3      |
| Lotta libera      | 1   | 2       | 1      | 4      |
| Tiro              | 1   | 0       | 1      | 2      |
| Canoa/kayak       | 1   | 0       | 0      | 1      |
| Pallacanestro     | 1   | 0       | 0      | 1      |
| Equitazione       | 0   | 0       | 2      | 2      |
| Totale            | 40  | 19      | 17     | 76     |

### Medaglie
| Medaglia | Atleta | Sport             | Evento                                       |
| -------- | --- | ----------------- | -------------------------------------------- |
| Oro      | Lindy Remigino | Atletica leggera  | 100 metri piani maschili                     |
| Oro      | Andrew Stanfield | Atletica leggera  | 200 metri piani maschili                     |
| Oro      | Mal Whitfield | Atletica leggera  | 800 metri piani                              |
| Oro      | Harrison Dillard | Atletica leggera  | 110 metri ostacoli                           |
| Oro      | Charles Moore | Atletica leggera  | 400 metri ostacoli                           |
| Oro      | Horace Ashenfelter | Atletica leggera  | 3000 metri siepi                             |
| Oro      | Dean Smith Harrison Dillard Lindy Remigino Andrew Stanfield                                                                                   | Atletica leggera  | Staffetta 4×100 metri maschile               |
| Oro      | Walt Davis | Atletica leggera  | Salto in alto maschile                       |
| Oro      | Robert Richards | Atletica leggera  | Salto con l'asta                             |
| Oro      | Jerome Biffle | Atletica leggera  | Salto in lungo maschile                      |
| Oro      | Parry O'Brien | Atletica leggera  | Getto del peso maschile                      |
| Oro      | Simeon Iness | Atletica leggera  | Lancio del disco maschile                    |
| Oro      | Cyrus Young | Atletica leggera  | Lancio del giavellotto maschile              |
| Oro      | Bob Mathias | Atletica leggera  | Decathlon                                    |
| Oro      | Mae Faggs Barbara Jones Janet Moreau Catherine Hardy                                                                                          | Atletica leggera  | Staffetta 4×100 metri femminile              |
| Oro      | Frank Havens | Canoa/kayak       | C1 10000 metri maschile                      |
| Oro      | Charles Logg Thomas Price | Canottaggio       | Due senza maschile                           |
| Oro      | Franklin Shakespeare William Fields James Dunbar Richard Murphy Robert Detweiler Henry Proctor Wayne Frye Edward Stevens Tim: Charles Manring | Canottaggio       | Otto maschile                                |
| Oro      | William Smith | Lotta libera      | Pesi welter                                  |
| Oro      | Clarke Scholes | Nuoto             | 100 metri stile libero maschili              |
| Oro      | Ford Konno | Nuoto             | 1500 metri stile libero maschili             |
| Oro      | Wayne Moore William Tripp Woolsey Ford Konno James McLane                                                                                     | Nuoto             | Staffetta 4x200 metri stile libero maschile  |
| Oro      | Yoshinobu Oyakawa | Nuoto             | 100 metri dorso maschili                     |
| Oro      | Stati Uniti | Pallacanestro     | Torneo Maschile                              |
| Oro      | Nate Brooks | Pugilato          | Pesi mosca                                   |
| Oro      | Charles Adkins | Pugilato          | Pesi superleggeri                            |
| Oro      | Floyd Patterson | Pugilato          | Pesi medi                                    |
| Oro      | Norvel Lee | Pugilato          | Pesi mediomassimi                            |
| Oro      | Ed Sanders | Pugilato          | Pesi massimi                                 |
| Oro      | Tommy Kono | Sollevamento pesi | Pesi leggeri                                 |
| Oro      | Pete George | Sollevamento pesi | Pesi medi                                    |
| Oro      | Norbert Schemansky | Sollevamento pesi | Pesi mediomassimi                            |
| Oro      | John Henry Davis | Sollevamento pesi | Pesi massimi                                 |
| Oro      | Joe Benner | Tiro              | Pistola 50 metri                             |
| Oro      | David Browning | Tuffi             | Trampolino maschile                          |
| Oro      | Samuel Lee | Tuffi             | Piattaforma maschile                         |
| Oro      | Pat McCormick | Tuffi             | Trampolino femminile                         |
| Oro      | Pat McCormick | Tuffi             | Piattaforma femminile                        |
| Oro      | Britton Chance Edgar White Michael Schoettle Sumner White                                                                                     | Vela              | 5,5 metri                                    |
| Oro      | Emelyn Whiton Eric Ridder Everard Endt Herman Whiton John Morgan Julian Roosevelt                                                             | Vela              | 6 metri                                      |
| Argento  | Thane Baker | Atletica leggera  | 200 metri piani maschili                     |
| Argento  | Robert McMillen | Atletica leggera  | 1500 metri piani                             |
| Argento  | Jack Davis | Atletica leggera  | 110 metri ostacoli                           |
| Argento  | Ollie Matson Gerald Eugene Cole Charles Moore Mal Whitfield                                                                                   | Atletica leggera  | Staffetta 4×400 metri                        |
| Argento  | Ken Wiesner | Atletica leggera  | Salto in alto maschile                       |
| Argento  | Donald Laz | Atletica leggera  | Salto con l'asta                             |
| Argento  | Meredith Gourdine | Atletica leggera  | Salto in lungo maschile                      |
| Argento  | Darrow Hooper | Atletica leggera  | Getto del peso maschile                      |
| Argento  | Bill Miller | Atletica leggera  | Lancio del giavellotto maschile              |
| Argento  | Milt Campbell | Atletica leggera  | Decathlon                                    |
| Argento  | Jay Thomas Evans | Lotta libera      | Pesi leggeri                                 |
| Argento  | Henry Wittenberg | Lotta libera      | Pesi medio-massimi                           |
| Argento  | Ford Konno | Nuoto             | 400 metri stile libero maschili              |
| Argento  | Bowen Stassforth | Nuoto             | 200 metri rana maschili                      |
| Argento  | Stanley Stanczyk | Sollevamento pesi | Pesi massimi-leggeri                         |
| Argento  | James Bradford | Sollevamento pesi | Pesi massimi                                 |
| Argento  | Miller Anderson | Tuffi             | Trampolino maschile                          |
| Argento  | Paula Myers | Tuffi             | Piattaforma femminile                        |
| Argento  | John Wesley Price John Sidney Reid | Vela              | Star                                         |
| Bronzo   | James Gathers | Atletica leggera  | 200 metri piani maschili                     |
| Bronzo   | Ollie Matson | Atletica leggera  | 400 metri piani                              |
| Bronzo   | Arthur Barnard | Atletica leggera  | 110 metri ostacoli                           |
| Bronzo   | Jim Fuchs | Atletica leggera  | Getto del peso maschile                      |
| Bronzo   | James Dillion | Atletica leggera  | Lancio del disco maschile                    |
| Bronzo   | Floyd Simmons | Atletica leggera  | Decathlon                                    |
| Bronzo   | Carl Lovsted Alvin Ulbrickson Richard Wahlstrom Matthew Leanderson Tim: Albert Rossi                                                          | Canottaggio       | Quattro con maschile                         |
| Bronzo   | William Steinkraus Arthur McCashin John Russell                                                                                               | Equitazione       | Salto ostacoli a squadre                     |
| Bronzo   | Charles Gordon Hough Walter Staley John E. B. Wofford                                                                                         | Equitazione       | Concorso completo a squadre                  |
| Bronzo   | Josiah Henson | Lotta libera      | Pesi piuma                                   |
| Bronzo   | Jack George Taylor | Nuoto             | 100 metri dorso maschili                     |
| Bronzo   | Evelyn Kawamoto | Nuoto             | 400 metri stile libero femminili             |
| Bronzo   | Jacqueline LaVine Marie Luise Stepan Jody Alderson Evelyn Kawamoto                                                                            | Nuoto             | Staffetta 4x100 metri stile libero femminile |
| Bronzo   | Art Jackson | Tiro              | Carabina 50 metri a terra                    |
| Bronzo   | Bob Clotworthy | Tuffi             | Trampolino maschile                          |
| Bronzo   | Zoe Ann Olsen-Jensen | Tuffi             | Trampolino femminile                         |
| Bronzo   | Juno Stover-Irwin | Tuffi             | Piattaforma femminile                        |

## Risultati

### Calcio
| Atleta | Classifica |                        |
| --- | --- | ---------------------- |
| V · D · M Nazionale olimpica statunitense · Calcio ai Giochi Olimpici Estivi 1952 1 Burkhard · 2 Schaller · 3 Keough · 4 Sheppell · 5 Colombo · 6 McHugh · 7 Monsen · 8 Souza · 9 Surock · 10 Mendoza · 11 Cook · 12 Dunn · 13 Conterio · 14 Krumm · 15 Keir · CT : Wood | 17° |                        |
| Nazionale olimpica statunitense · Calcio ai Giochi Olimpici Estivi 1952 | |                        |
| 1 Burkhard · 2 Schaller · 3 Keough · 4 Sheppell · 5 Colombo · 6 McHugh · 7 Monsen · 8 Souza · 9 Surock · 10 Mendoza · 11 Cook · 12 Dunn · 13 Conterio · 14 Krumm · 15 Keir · CT: Wood                                                                                    | 1 Burkhard · 2 Schaller · 3 Keough · 4 Sheppell · 5 Colombo · 6 McHugh · 7 Monsen · 8 Souza · 9 Surock · 10 Mendoza · 11 Cook · 12 Dunn · 13 Conterio · 14 Krumm · 15 Keir · CT: Wood | Stati Uniti (bandiera) |

### Pallacanestro
| Atleta | Classifica |
| --- | ---------- |
| V · D · M Nazionale statunitense - Pallacanestro ai Giochi della XV Olimpiade 3 Hoag · 4 Hougland · 5 Keller · 6 Kelley · 7 Kenney · 8 Lienhard · 9 Lovellette · 10 Freiberger · 11 Glasgow · 12 McCabe · 13 Pippin · 14 Williams · 15 Bontemps · 16 Kurland · All. Warren Womble | Oro        |
| Nazionale statunitense - Pallacanestro ai Giochi della XV Olimpiade |            |
| 3 Hoag · 4 Hougland · 5 Keller · 6 Kelley · 7 Kenney · 8 Lienhard · 9 Lovellette · 10 Freiberger · 11 Glasgow · 12 McCabe · 13 Pippin · 14 Williams · 15 Bontemps · 16 Kurland · All. Warren Womble                                                                               |            |

### Pallanuoto
| Atleta | Classifica |                        |
| --- | --- | ---------------------- |
| V · D · M Nazionale maschile statunitense di pallanuoto · Giochi olimpici - Helsinki 1952 Bisbey • Norris • Jaworski • Lake • Kooistra • Stange • Dornblaser • Spargo • Hughes • Burns • Koehler · CT : - | 4° |                        |
| Nazionale maschile statunitense di pallanuoto · Giochi olimpici - Helsinki 1952 | |                        |
| Bisbey • Norris • Jaworski • Lake • Kooistra • Stange • Dornblaser • Spargo • Hughes • Burns • Koehler · CT: -                                                                                            | Bisbey • Norris • Jaworski • Lake • Kooistra • Stange • Dornblaser • Spargo • Hughes • Burns • Koehler · CT: - | Stati Uniti (bandiera) |